# Sinh lý học môi trường
Sinh lý học môi trường (Tiếng Anh: Ecophysiology)(từ tiếng Hy Lạp οἶκος, oikos, "nhà (giữ)"; φύσις, Physis, "bản chất, nguồn gốc"; và -λογία, -logia) hoặc sinh thái sinh lý học là một nhánh của sinh học nghiên cứu về cách các sinh vật có thể thích nghi với điều kiện của môi trường. Nó liên quan chặt chẽ đến sinh lý so sánh và sinh lý tiến hóa. Ernst Haeckel tạo ra thuật ngữ bionomy và đôi khi được sử dụng như một từ đồng nghĩa.

## Thực vật
Sinh lý học thực vật chủ yếu liên quan đến hai chủ đề: cơ chế (cách thực vật cảm nhận và phản ứng với thay đổi môi trường) và nhân rộng hoặc tích hợp (cách phản ứng với các điều kiện biến đổi cao, ví dụ: độ dốc từ ánh sáng mặt trời đến 95% trong tán cây với nhau) và tác động tập thể của chúng đối với sự tăng trưởng thực vật và trao đổi khí có thể được hiểu trên cơ sở này.
Trong nhiều trường hợp, động vật có thể thoát khỏi các yếu tố môi trường không thuận lợi như nóng, lạnh, hạn hán hoặc lũ lụt, trong khi thực vật không thể di chuyển và do đó phải chịu đựng các điều kiện bất lợi hoặc bị diệt vong. Do đó, thực vật có kiểu hình dẻo dai và có một loạt các gen hỗ trợ cho sự thích nghi với các điều kiện thay đổi. Người ta đưa ra giả thuyết rằng số lượng lớn gen này có thể được giải thích một phần bởi nhu cầu của các loài thực vật để thích nghi với nhiều điều kiện khác nhau.

### Thức ăn
Như với hầu hết các yếu tố phi sinh học, cường độ ánh sáng (chiếu xạ) có thể là cả dưới mức tối ưu và quá mức. Cường độ ánh sáng cũng là một thành phần quan trọng trong việc xác định nhiệt độ của các cơ quan thực vật (ngân sách năng lượng). Đường cong phản ứng ánh sáng của quang hợp thuần (đường cong PI) đặc biệt hữu ích trong việc mô tả khả năng chịu đựng của cây đối với các cường độ ánh sáng khác nhau.
Ánh sáng dưới mức tối ưu (bóng râm) thường xảy ra ở gốc của tán cây hoặc trong môi trường dưới tán cây. Cây chịu bóng râm có một loạt các thích nghi để giúp chúng tồn tại với số lượng và chất lượng ánh sáng thay đổi điển hình của môi trường bóng râm.